# Sudoměřice u Tábora (stacja kolejowa)
Sudoměřice u Tábora – stacja kolejowa w miejscowości Sudoměřice u Tábora, w kraju południowoczeskim, w Czechach. Znajduje się na linii 202 Benešov – Czeskie Budziejowice, na wysokości 535 m n.p.m..  

## Linie kolejowe
- 220: Tábor – Bechyně